# San Salvatore Telesino
San Salvatore Telesino – miejscowość i gmina we Włoszech, w regionie Kampania, w prowincji Benewent.
Według danych na I 2009 gminę zamieszkiwało 4038 osób przy gęstości zaludnienia 221,9 os./1 km².